# Jean-François Vezin
 (mai 2025).
Jean-François Vezin est un homme politique français né le 23 août 1761 à Gaillac (Tarn) et mort le 17 janvier 1824 à Montpellier (Hérault).

## Biographie
Docteur en droit de l'université de Toulouse en 1785, il est administrateur du département de l'Aveyron et président du tribunal de district de Séverac. Il est élu député de l'Aveyron au Conseil des Cinq-Cents le 24 germinal an VI. Rallié au coup d'État du 18 Brumaire, il siège au Tribunat. Créé chevalier d'Empire en 1810, il devient conseiller à la cour d'appel de Montpellier en 1811. Il est député de l'Aveyron de 1813 à 1815.

## Sources
- « Jean-François Vezin », dans Adolphe Robert et Gaston Cougny, Dictionnaire des parlementaires français, Edgar Bourloton, 1889-1891 [détail de l’édition]